# Янаки Кавръков
Янаки Кавръков е български художник.

## Биография
Янаки Кавръков е роден е на 26 февруари 1945 г. в Айтос. През 1968–1973 г. следва живопис във ВИИИ „Н. Павлович“ в София, в ателието на проф. Петър Михайлов. След дипломирането си е назначен за преподавател в Казанлъшката художествена гимназия.
Синът му Росен Кавръков също е художник.